# Son Heung-min
Son Heung-min (Chuncheon, Corea del Sud, 8 de juliol de 1992) és un futbolista sud-coreà. Es va formar a les categories inferiors del Hamburger SV, actualment juga al Tottenham FC de la Premier. També forma part de la selecció sud-coreana.

## Trajectòria

### Bayer Leverkusen
L'estiu del 2013 va fitxar pel Bayer Leverkusen per 10 milions d'Euros. Va signar un contracte per cinc anys. Amb la seua arribada el Leverkusen suplia la baixa d'André Schürrle al Chelsea FC. Durant la seua primera temporada a l'equip, va jugar 31 partits de la Bundesliga i va marcar 10 gols. En la seua segona temporada va marcar 11 gols en 30 partits de la Bundesliga.

### Tottenham
L'estiu del 2015 es va fer oficial el seu fitxatge pel Tottenham anglès, per uns 30 milions d'euros. Va debutar amb els Spurs el 13 de setembre de 2015, en la cinquena jornada de la Premier League 2015-16, contra el Sunderland AFC. En la següent jornada, contra el Crystal Palace FC, va realitzar una excel·lent actuació i va marcar el gol de la victòria.

## Palmarès
Tottenham Hotspur FC
- Lliga Europa de la UEFA: 2024–25[6]

Selecció coreana
- Jocs Asiàtics: 2018